# أندريا هولمز
أندريا هولمز هي منافسة ألعاب القوى كندية، ولدت في 30 يناير 1982 في فانكوفر في كندا.

## روابط خارجية
- أندريا هولمز على موقع Paralympic.org (الإنجليزية)